# 소냐 살로마

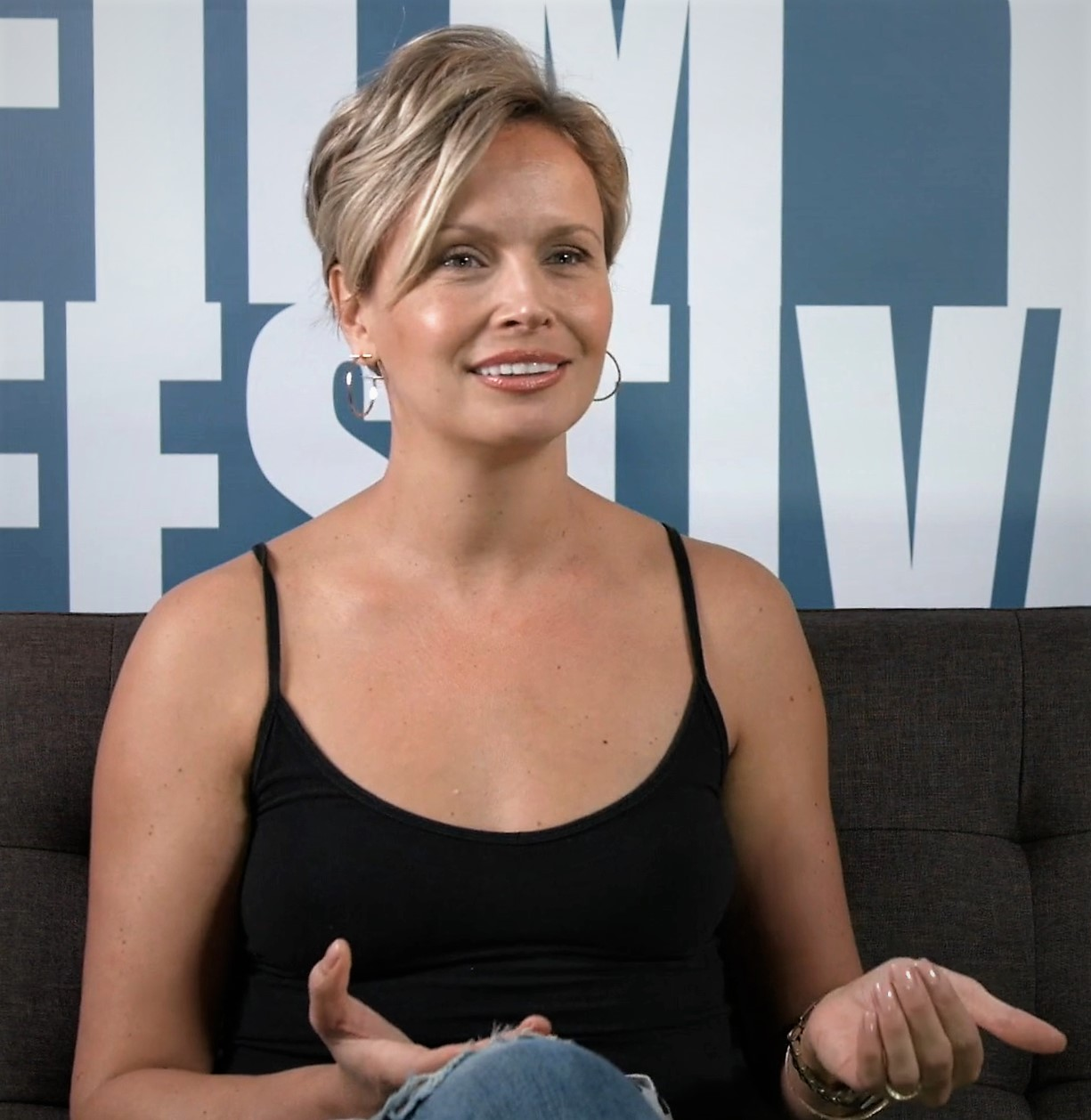

소냐 살로마(Sonya Salomaa, 1974년 ~ )는 캐나다의 배우이다.
서드베리에서 태어났다.

## 출연 작품
- 더 스페이스 비트윈 (2017년)
- 컷뱅크 (2014년) - 그레첸 역
- 벤트 (2013년)
- 브로큰 트러스트 (2012년)
- 말리부 샤크 어택 (2009년) - 바브 역
- 왓치맨 (2009년)
- 어 티처스 크라임 (2008년)
- 플래쉬 고든 (2007년)
- 더럼 카운티 (2007년)
- 크리스마스 케이퍼 (2007년)
- 블랙 아이 독 (2006년)
- 올 쉬 원츠 포 크리스마스 (2006년)
- 할로우 맨 2 (2006년)
- 트롤 (2005년)
- 게드 전기: 어스시 마법사 (2004년)
- 내 사랑 포르노 (2003년)
- 파이어파이트 (2003년)
- 하우스 오브 더 데드 (2003년) - 신시아 역
- 안드로메다 (2000년)

### 텔레비전
- 다크 엔젤 (2001)